# BVA Cup 2010 (maschile)
La BVA Cup 2010, 3ª edizione della omonima competizione di pallavolo maschile, si è svolta dal 24 al 26 settembre 2010: al torneo hanno partecipato tre squadre di club afferenti alla BVA e la vittoria finale è andata per la prima volta al Ribnica.

## Regolamento

### Formula
La formula ha previsto un girone all'italiana.

### Criteri di classifica
Sono stati assegnati 2 punti alla squadra vincente e 1 a quella sconfitta.
L'ordine del posizionamento in classifica è stato definito in base a:
- Punti;
- Ratio dei set vinti/persi;
- Ratio dei punti realizzati/subiti;
- Risultati degli scontri diretti.

## Squadre partecipanti
- Teuta
- Baia Mare
- Ribnica

## Torneo

### Risultati
| 24 settembre 2010 ?, Kraljevo Durata: ? - Spettatori: ? | Ribnica | 3 - 0 | Teuta     | 25-22, 25-17, 25-18               |
| 25 settembre 2010 ?, Kraljevo Durata: ? - Spettatori: ? | Teuta   | 0 - 3 | Baia Mare | 15-25, 21-25, 12-25               |
| 26 settembre 2010 ?, Kraljevo Durata: ? - Spettatori: ? | Ribnica | 3 - 2 | Baia Mare | 21-25, 25-17, 32-30, 22-25, 15-13 |

### Classifica
| Pos. | Squadra   | Pt | G | V | P | SV | SP | Ratio | PF  | PS  | Ratio |
| ---- | --------- | -- | - | - | - | -- | -- | ----- | --- | --- | ----- |
| 1.   | Ribnica   | 4  | 2 | 2 | 0 | 6  | 2  | 3,000 | 190 | 167 | 1,137 |
| 2.   | Baia Mare | 3  | 2 | 1 | 1 | 5  | 3  | 1,666 | 185 | 172 | 1,075 |
| 3.   | Teuta     | 2  | 2 | 0 | 2 | 0  | 6  | 0,000 | 105 | 150 | 0,700 |

## Classifica finale
| Pos | Squadra   |
| --- | --------- |
|     | Ribnica   |
| 2   | Baia Mare |
| 3   | Teuta     |